# Victoria Svensson
Victoria Margareta Sandell Svensson, född Svensson 18 maj 1977 i Rånnaväg (Ulricehamns kommun), är en svensk fotbollstränare, sportchef och tidigare elitfotbollsspelare. Under sin aktiva karriär var hon (då under namnet Victoria Svensson) en pålitlig målskytt, och hon gjorde 68 mål på totalt 166 landskamper för Sverige. På klubbnivå spelade hon för Nittorp, Jitex, Älvsjö AIK och Djurgården/Älvsjö.

## Biografi

### Bakgrund
Victoria Svenssons första klubb på seniornivå var Nittorps IK, i Division 1. Dessförinnan hade hon på juniornivå spelat i Gällstads IF:s pojklag samt i Grönahögs IK.
Under tiden i Nittorp (1991–96) fick hon oktober 1996 göra sin debut i Sveriges landslag. Debutmatchen var en bortamatch mot Italien som Sverige vann med 1–0.

### Damallsvenskan och landslaget
Victoria Svensson flyttade 1997 till Jitex BK:s damallsvenska lag och fortsatte senare till Älvsjö AIK FF och Djurgården/Älvsjö. I landslaget bar hon tröja nr 11 och 2007–2009 kaptensbindel. Den 16 juni 2007 slog hon rekord i flest mål i en landslagsmatch, när hon gjorde fem mål mot Rumänien.
1998 belönades Victoria Svensson med Diamantbollen för sina insatser i klubblaget och 2003 för sina insatser i landslaget i VM. Vid 2003 års prisutdelning blev hon den första att få ta emot priset en andra gång. Under karriären vann hon även priset som Årets Forward 2003 och 2004 samt det som Årets Genombrott 1997.
Den 8 oktober 2009 meddelade hon att hon lägger av med elitfotbollen efter 2009 års säsong. I hennes 267:e och sista damallsvenska match – den 7 november 2009 – gjorde Victoria Sandell Svensson sitt 259:e damallsvenska mål. Det var matchens enda mål när hennes Djurgården besegrade Hammarby i säsongens sista omgång.
Sandell Svensson hade redan tidigare under året gjort sin 166:e och sista match i landslaget, under en karriär där hon totalt producerat 68 landslagsmål. Fem av dess kom 16 juni 2007, i en landskamp mot Rumänien, vilket även innebar internationellt rekord för en spelare i en damlandskamp.

### Tränare och sportchef
2009 blev Sandell sportchef för sin dåvarande klubb Djurgården, där hon sedan 2003 även haft en tjänst på marknadsavdelningen. Under dam-EM 2013 fungerade hon som ambassadör och senare ansvarig för lagvärdarna under turneringen.
Sedan 2020 är hon sportchef i FoC Farsta, där hon är drivande i utveckla damverksamheten. Sedan 2021 är Sandell även assisterande tränare i det svenska damlandslaget.

### Övrigt
2009, efter att ha avslutat fotbollskarriären, blev Victoria Sandell Svensson ambassadör för Lilla barnets fond.
2013 medverkade hon i Sveriges Televisions dokumentära TV-serie Den andra sporten.

### Familj
Den 26 april 2008 gifte sig Victoria Svensson med Camilla Sandell; Mona Sahlin fungerade vid tillfället som vigselförrättare. Efter giftermålet antog paret efternamnet Sandell, även om Victoria även senare varit känd som Victoria Sandell Svensson. Camilla Sandell är tvillingsyster till Cecilia Sandell, tidigare landslagsspelare i fotboll.
Paret har två döttrar, födda 2008 respektive 2010, och familjen är sedan flera år bosatt i en förort i södra Stockholm.

## Meriter
- 166 landskamper med 68 mål (1996–2009)[1]
- EM 1997
- VM 1999
- OS 2000
- EM-silver 2001
- VM-silver 2003
- OS 2004
- EM 2005
- VM 2007
- OS 2008
- EM 2009
- 4 SM-guld (för Älvsjö AIK FF 1998 och 1999, för DIF2003 och 2004)[3]
- Diamantbollen 1998 och 2003[21]
- Flest mål under en och samma internationella damfotbollsmatch (fem mål, mot Rumänien, 16 juni 2007)